# Gabriel Kicsid
Gabriel Gavril Kicsid (2 aprile 1948) è un ex pallamanista rumeno.

## Palmarès

### Olimpiadi
- 2 medaglie:
  - 1 argento (Montréal 1976)
  - 1 bronzo (Monaco di Baviera 1972)

### Mondiali
- 2 medaglie:
  - 2 ori (Francia 1970; Germania Est 1974)